# Víndica
Vindica es una serie de televisión argentina que debutó el 29 de septiembre de 2011, y se emitió semanalmente en horario central por América TV. Fue realizada mediante el Concurso de Series de Ficción en Alta Definición, promovido por el INCAA.

## Temática
El ciclo ha sido escrito por Andrés Gelós (Kdabra, Dromo) y Pablo Lago (Locas de amor, II High school musical: El desafío, I High school musical: El desafío, Lalola, Hospital público, Primicias, Gasoleros, Cha cha cha). Cuenta con la dirección de Ezequiel Crupnicoff (Impostores, Erreway: 4 caminos), Juan Manuel Jiménez (La confesión, Dolores de casada), Juan Pablo Laplace (Rodrigo, la película), y Nicolás Parodi; y la música original de Manuel Wirzt. La producción general es de Diego Junovich, y la producción ejecutiva está a cargo de César Markus González (Valientes, Mujeres de Nadie, Sos mi vida, Sin Código).
"Centra sus historias en hechos de injusticia de muy diverso tipo, y las conductas e impacto psicológico que tienen sobre las personas. Todas estas conductas disparan la necesidad de resarcimiento, ya sea por voluntad de la víctima, por influencia de otros, o bien, por el propio azar. La expresión “todo llega”, no hace más que señalar una advertencia: todos pueden ser castigados o beneficiados por sus actos pasados".

“El nombre de la serie, Vindica, significa la venganza de lo que vuelve. Todo retorna, lo bueno y lo malo. Tiene un poco ese lema la producción. Buscábamos sinónimos de esa idea, esto de que todo es un círculo, porque todo lo que uno hace va a volver”.
 Alejandro Fiore

## Realización
Alejandro Fiore es el único actor que aparece en los 13 episodios, estrá detrás y delante de cámara, es también el responsable de la producción artística de la serie.

“Creo que lo importante es contar buenas historias, y para eso hacen falta buenos libros, actores, directores. Ahora está esta posibilidad de subsidios del Incaa y van a ser interesantes en la medida que se presenten buenas historias y que estén bien contadas y actuadas. Tenemos que aprovechar esto para hacer buenas cosas”, dice, y agrega que la cancha está abierta para seguir haciendo. “Hay una gran movida de hacer cosas con los subsidios y la ley de medios. Eso seguirá siendo bueno si se hacen bien las cosas, si no se va a terminar enseguida”.

Además fue quien eligió a los actores y directores para cada episodio:

"Mi tarea es elegir a los directores y actores de todos los capítulos. Como tengo relación con la mayoría de los actores, los llamo y me reúno con ellos para contarles las diferentes historias. Es sumamente placentero porque uno elige actores que respeta y admira desde siempre. Es como jugar a la pelota y armar tu propio equipo. En mi caso, tuve el placer de armarme mi equipo ideal de actores con Patricio Contreras, Arturo Bonín y Lito Cruz, entre tantos otros. No son estrictamente historias de venganza sino hechos del pasado que en el presente se te vuelven en contra. El eje son actos de injusticia de diversos tipos, y el impacto que tienen sobre las personas que lo realizaron. Todas estas conductas disparan la necesidad de resarcimiento, ya sea por voluntad de la víctima, por influencia de otros o por el azar".

Raúl Rizzo, quien aparece en el primer episodio llamado El último, opinó sobre la serie que la idea del INCAA de producir series...

«...genera muchas fuentes de trabajo. [...] Es, también, una propuesta novedosa para la TV, porque se trata de ficciones realizadas con sentido cinematográfico, por lo que constituyen propuestas y estéticas diferentes. Lo que se propone en esta nueva instancia de la ficción, es novedoso y democrático, ya que le da muchas posibilidades de expresarse a actores y autores. Comienza lo más interesante que es mostrarle estas ficciones al público y que el público de su veredicto. Pero también se trata de darle la posibilidad a las historias de que se metan en el imaginario popular y que se instalen estas situaciones en la gente. Ahora aparece el impulso para las ficciones, así que ojalá que esta iniciativa del Incaa se prolongue en el tiempo, que se consolide, y que se transforme en una situación federal para que podamos ver más producciones de otras provincias, que tenga plena vigencia en todo el país la Ley de Servicios de Comunicación Audiovisual, porque la ley cubre a la ficción nacional, la protege y la impulsa.»
Raúl Rizzo.

## Debut
En un principio el debut estaba preparado para el viernes 30 de septiembre, pero América decidió que irá todos los jueves hasta el 22 de septiembre de 2011, debido a un conflicto con uno de los actores de El pacto.
El unitario debutó oficialmente el jueves 29 de septiembre de 2011 a las 23 horas en el canal América TV.
El unitario que debía salir los jueves por América en lugar de Víndica, El pacto salió al aire el jueves 3 de noviembre y este unitario se transmitió desde el 4 de noviembre todos los viernes, y su última transmisión será el 23 de diciembre de 2011.

## Reparto
| Actor / Actriz     | Episodio n.º         | Ref. |
| ------------------ | -------------------- | ---- |
| Alejandro Fiore    | Todos                |      |
| Anabel Cherubito   | 1-3-4-6-7-9-10-11-12 |      |
| Pasta Dioguardi    | 2-3-7                |      |
| Arturo Bonín       | 2-10                 |      |
| Esteban Lamarque   | 1-10                 |      |
| Raúl Rizzo         | 1                    |      |
| Esteban Prol       | 1                    |      |
| Humberto Serrano   | 1                    |      |
| Juan Palomino      | 1                    |      |
| Facundo Espinosa   | 1                    |      |
| Esteban Lamarque   | 1                    |      |
| Anabel Cherubito   | 1                    |      |
| Gregorio Rossello  | 1                    |      |
| Patricio Contreras | 2                    |      |
| Gigi Rua           | 2                    |      |
| Pasta Dioguardi    | 2                    |      |
| Joel Gonzalia      | 2                    |      |
| Emilia Mazer       | 3                    |      |
| Alejandro Müller   | 3                    |      |
| Marcelo Savignone  | 3                    |      |
| Pasta Dioguardi    | 3                    |      |
| Anabel Cherubito   | 3                    |      |
| Héctor Bidonde     | 4                    |      |
| Jorge Sassi        | 4                    |      |
| Celina Font        | 4                    |      |
| Anabel Cherubito   | 4                    |      |
| Sergio Podeley     | 4                    |      |
| Norma Pons         | 5                    |      |
| Manuel Wirzt       | 5                    |      |
| Luisina Brando     | 6                    |      |
| Malena Solda       | 6                    |      |
| Anabel Cherubito   | 6                    |      |
| Alejandro Fantino  | 6                    |      |
| Miriam Lanzoni     | 6                    |      |
| Raúl Rizzo         | 7                    |      |
| Jorge Sassi        | 7                    |      |
| Pasta Dioguardi    | 7                    |      |
| Anabel Cherubito   | 7                    |      |

| Actor / Actriz     | Episodio n.º | Ref.   |
| ------------------ | ------------ | ------ |
| Nicolás Scarpino   | 8            | [ 10 ] |
| Coco Sily          | 8            | [ 10 ] |
| Pasta Dioguardi    | 8            |        |
| Toti Ciliberto     | 8            | [ 10 ] |
| Miriam Lanzoni     | 8            | [ 10 ] |
| Sergio Hourie      | 8            |        |
| Juan Palomino      | 9            |        |
| Anabel Cherubito   | 9            |        |
| Emilia Mazer       | 9            |        |
| Arturo Bonín       | 10           |        |
| Gustavo Garzón     | 10           |        |
| Anabel Cherubito   | 10           |        |
| Esteban Lamarque   | 10           |        |
| Jorge Sassi        | 11           |        |
| Emilia Mazer       | 11           |        |
| Delfina Oyuela     | 11           |        |
| Agustina Posse     | 11           |        |
| Javier De Nevares  | 12           |        |
| Julio López        | 12           |        |
| Julieta Nair Calvo | 12           |        |
| Marta Guitart      | 12           |        |
| Jorge D'Elía       | 13           |        |
| Irene Goldszer     | 13           |        |

Episodios aún no emitidos
- Lito Cruz
- Natalia Lobo
- Victoria Onetto
- Solange Gómez

## Personajes
Primer Episodio: "El último" (Guerra de Malvinas) - 29/09/11.

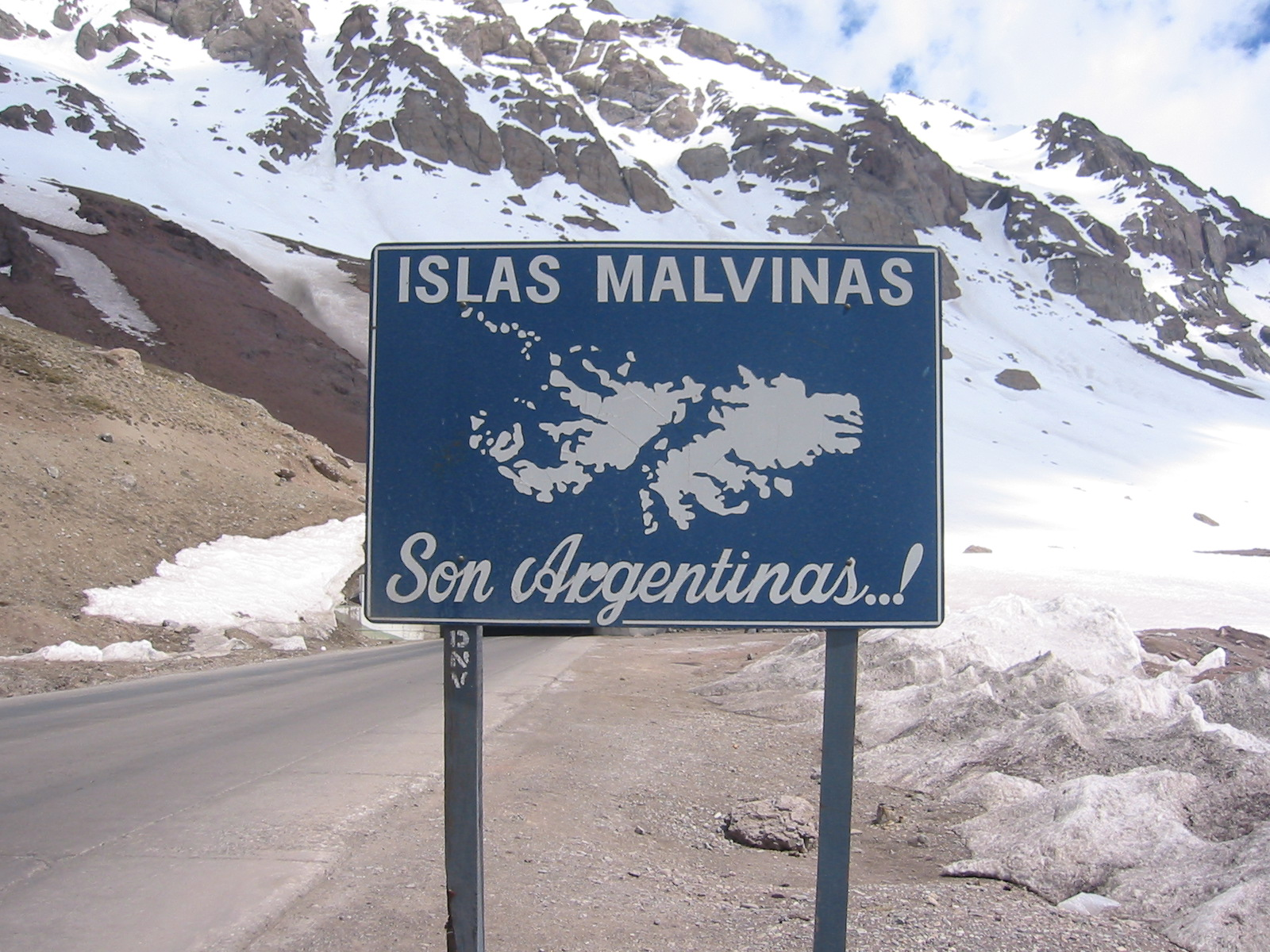
"El último", sobre las Islas Malvinas.

- Fotógrafo inglés(Gregory Dayton): el capítulo comienza con el, cuando se interna en las estepas de las Islas Malvinas y mientras fotografía un ave, una bala le pasa a centímetros de la cabeza, así dan con el soldado Rodríguez.
- Soldado Germán Rodríguez joven (Esteban Lamarque): el soldado recibe la orden de quedarse.
- Soldado Germán Rodríguez (Esteban Prol): es un soldado que aún resiste, 30 años después, a los invasores ingleses. Atrincherado desde 1982 en un pozo de zorro, ajeno a la noticia de que la guerra ha terminado. Rodríguez mantiene fiel la promesa de defender la posición, como le había ordenado el sargento Mercier.
- Teniente / Capitán Mercier (Raúl Rizzo): le dio la orden a la hermana del soldado de resistir que vaya a buscarlo y lo traiga. El ahora capitán, realizará un viaje a su pasado, sorteando todo su dolor para rescatar al soldado que ha quedado atrás. Mercier no ha podido rehacer su vida, sigue atormentado por la muerte de sus subalternos y ahora tendrá la oportunidad de reivindicarse. Este viaje lo llevará a vivir la realidad de los veteranos de Malvinas, una batalla que recién comienza y que ninguno de los dos va abandonar.

"Tiene puntos de realismo mágico porque es un soldado argentino que se quedó en la trinchera aún después de finalizada la guerra esperando a su pelotón que comandaba mi personaje. Mi personaje no quiere saber nada con la guerra, porque quedó muy mal, pero aparece una hermana del conscripto y le pide que vaya a Malvinas a decirle a su hermano que la guerra terminó y que puede volver, y eso genera toda una situación muy dolorosa y fuerte". El capítulo también mostrará "las condiciones paupérrimas en las que lucharon nuestros soldados y el olvido que les deparó parte de la sociedad”. Raúl Rizzo

- Teniente / Capitán después (Alejandro Fiore): personaje bastante ético, un militar que quiere ayudar a un soldado que se quedó en Malvinas obedeciendo una orden.
- Ríos (Humberto Serrano): superior del soldado. Actualmente en el cargo.
- Claudia Rodríguez (Anabel Cherubito): es la hermana de Rodríguez, le pide a Mercier que la deje buscar a su hermano.

Segundo Episodio: "Carnada" (Robo a una casa) - 06/10/11.

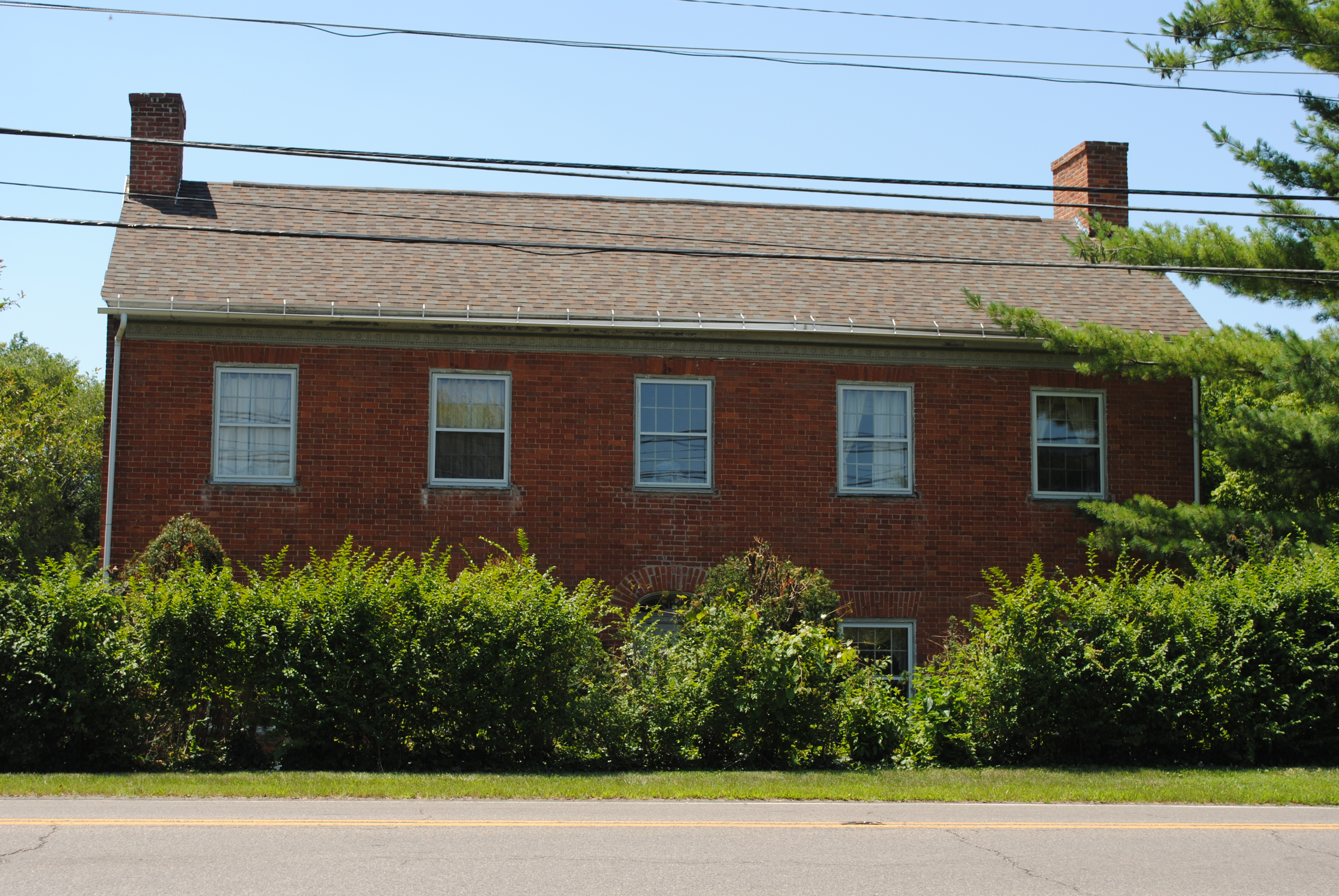
"Carnada", sobre el robo a una casa.

- Alejandro - Alex (Alejandro Fiore): es un ladrón profesional que decide ingresar a robar a una casa. Para el robar es un trabajo de todos los días y considera este un "trabajo fácil" porque venía observando a los dueños de la casa. Al ingresar lo obligan a matar a su invitado, el jefe de Franco, sino lo mataría.
- Matute (Pasta Dioguardi): es un ladrón profesional, aun así menos que Alejandro. Alejandro decide que lo que obtendrían del robo él se llevaría el 70% y Matute el 30%.
- Franco (Patricio Contreras): es un empresario. Su esposa se olvida de comprar queso y él va a comprarlo. Allí es cuando ingresa el ladrón. Franco le dice que debe asesinar a su invitado para no morir.
- Angi (Gigi Rua): es la esposa de Franco, se encuentra cocinando para la cena con el jefe de Franco. Es secuestrada, en un principio por el ladrón.
- Diego (Arturo Bonín): es el jefe de Franco. Es invitado a la casa de Franco y Angi, llega allí cuando Alejandro está dentro. Después de que lo matan, resulta ser un plan de los tres. Alex se despierta y ya no hay nadie allí. Los tres eran amigos de niños.

Tercer Episodio: "Hoy por mí, mañana por mí" (accidente de un albañil) - 13/10/11.

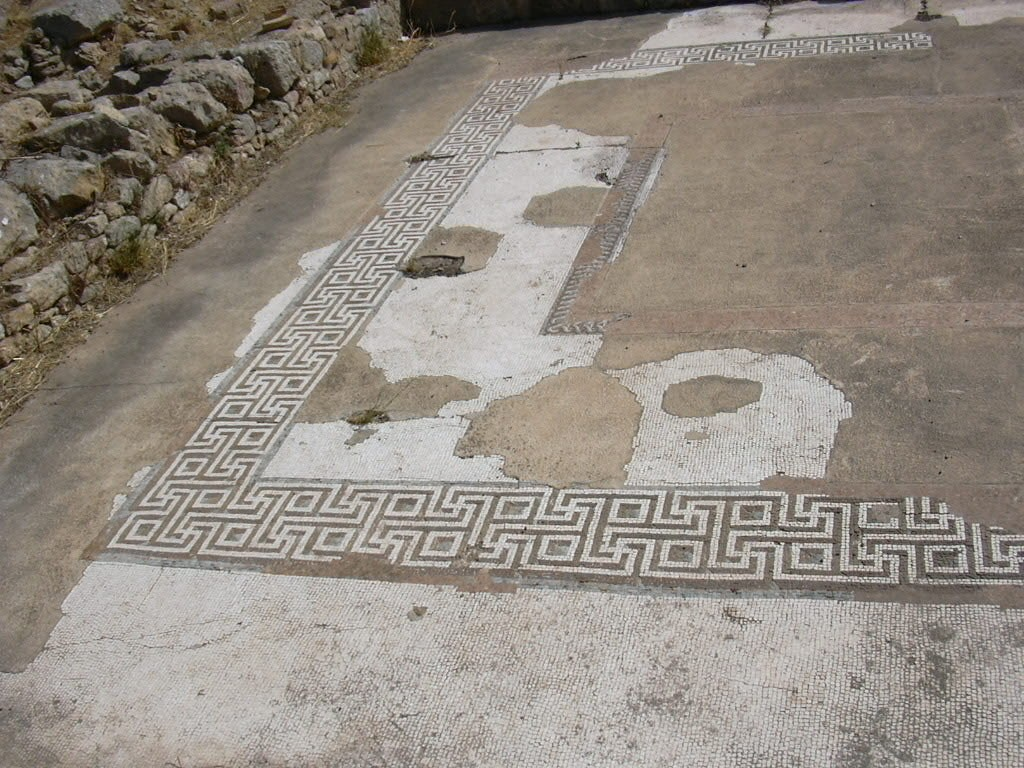
"Hoy por mí, mañana por mí", sobre la caída de una escalera de un albañil.

- Horacio Muñoz (Marcelo Savignone): es un hombre que busca empleo como albañil o plomero. Él es pintor, aunque por necesidad trabaja como albañil para mantener a sus hijos. Un día recibe un mensaje de una pareja para arreglar la pared con humedad de una casa. Mientras trabaja se cae de la escalera sobre la cual estaba parado, y los hombres creen que está muerto. Es trasladado en auto por la pareja, para que pudieran deshacerse de él. Sin embargo no muere y es el quien ayuda a la pareja luego de desmayarse ambos tras descubrir el estado de Horacio.
- Mujer (Emilia Mazer): está en pareja con un hombre. Ella es dominante e histérica.
- Hombre (Alejandro Müller): está en pareja con una mujer.
- Julio (Alejandro Fiore): es el primo de Horacio. Trabaja de albañil, en algunas ocasiones junto a su primo. El asiste a la casa de la pareja cuando recibe un mensaje de texto de Horacio, que se encontraba en la casa de la pareja, ubicada en Piedrabuena 35. Camina hacia la casa y es recibido por la mujer quien le asegura que su primo no se encuentra allí. Él los amenaza con llamar a la policía si no le aportaban datos sobre el paradero del albañil. Insiste, debido al mensaje que recibió, y les pide ingresar a la casa, recorre la misma en busca de su primo y no lo encuentra. Preocupado llama a amigos policías para que lo busquen y luego realiza una denuncia debido a la desaparición.
- Policía (Pasta Dioguardi): se cruza con la pareja y Horacio, en un comienzo, cuando viajan a 'tirar' el cadáver. Le realiza el test de alcoholemia al hombre, lo cuestiona sobre el destino, luego se acerca y observa al hombre que se encuentra en el asiento trsero, el albañil, y lo cree 'alcoholizado' y los deja continuar solo si el conductor seguía manejando.; luego se encuentran cuando Horacio los lleva al hospital.
- Médica de urgencia (Anabel Cherubito): es quien debe atender a la pareja y al joven que los trasladó al hospital. Reconoce a Horacio como un héroe, ya que si no asistía a la mujer podría haber muerto por una coagulación.

Cuarto Episodio: "Los amigos del campeón" (boxeador retirado) - 20/10/11.

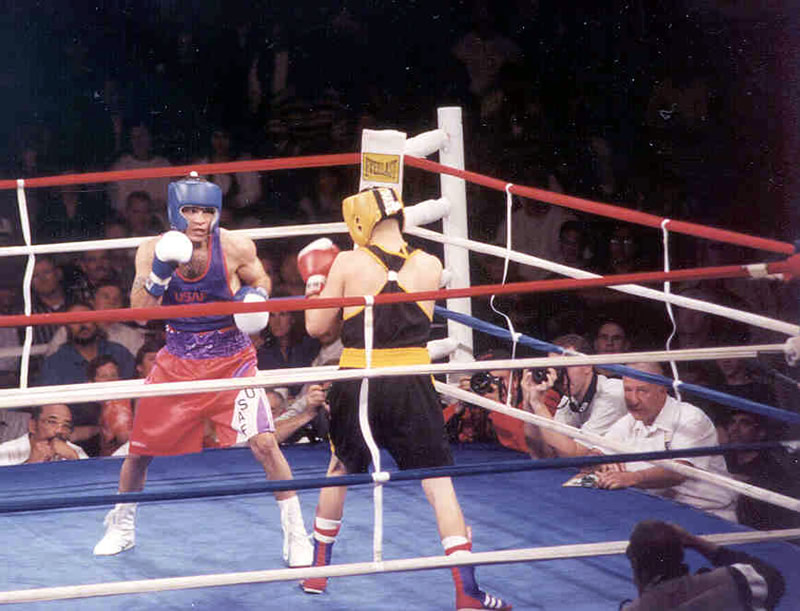
"Los amigos del campeón", sobre la vida de un boxeador retirado.

- Oscar "el guapo" Antúnez (Alejandro Fiore): es un boxeador retirado. Actualmente no tiene trabajo, vive una vida humilde y dura. Constantemente recuerda su pasado como boxeador, después de haber sido campeón. Entrena diariamente como cuando era boxeador, ahora trabaja limpiando, vendiendo diarios y como entrenador de jóvenes; vive con su hermana. Tiene una nueva posibilidad de subirse a un ring y pelear y la aprovecha. Con su nueva vida se encuentra con una su antigua pareja.
- Hermana de Oscar (Celina Font): vive en un departamento con su hermano.
- Murúa (Jorge Sassi): es quien intenta persuadir a Oscar de volver al ring, después de cinco años, y viajar a Las Vegas.
- Tini (Esteban Lamarque): es vendedor de diarios y amigo de Oscar, juntos venden diarios en la calle. Oscar lo encontró en un baño cuando estaba llorando por una discusión con su padre.
- Héctor (Héctor Bidonde): es entrenador, trabaja con Óscar y es su amigo.
- Fran (Sergio Podeley): es un joven que entrena con Oscar.
- Rita (Anabel Cherubito): es una promotora. Fue pareja de Oscar, según Héctor es su "verdadero rival", ambos consumían drogas, lo que termina con su carrera. Lo busca después de un entrenamiento cuando pretende volver a subirse al ring, es oportunista e intenta aprovechar la posibilidad de Oscar.

Quinto Episodio: "Fernandito" (robo a la casa de una anciana) - 27/10/11.

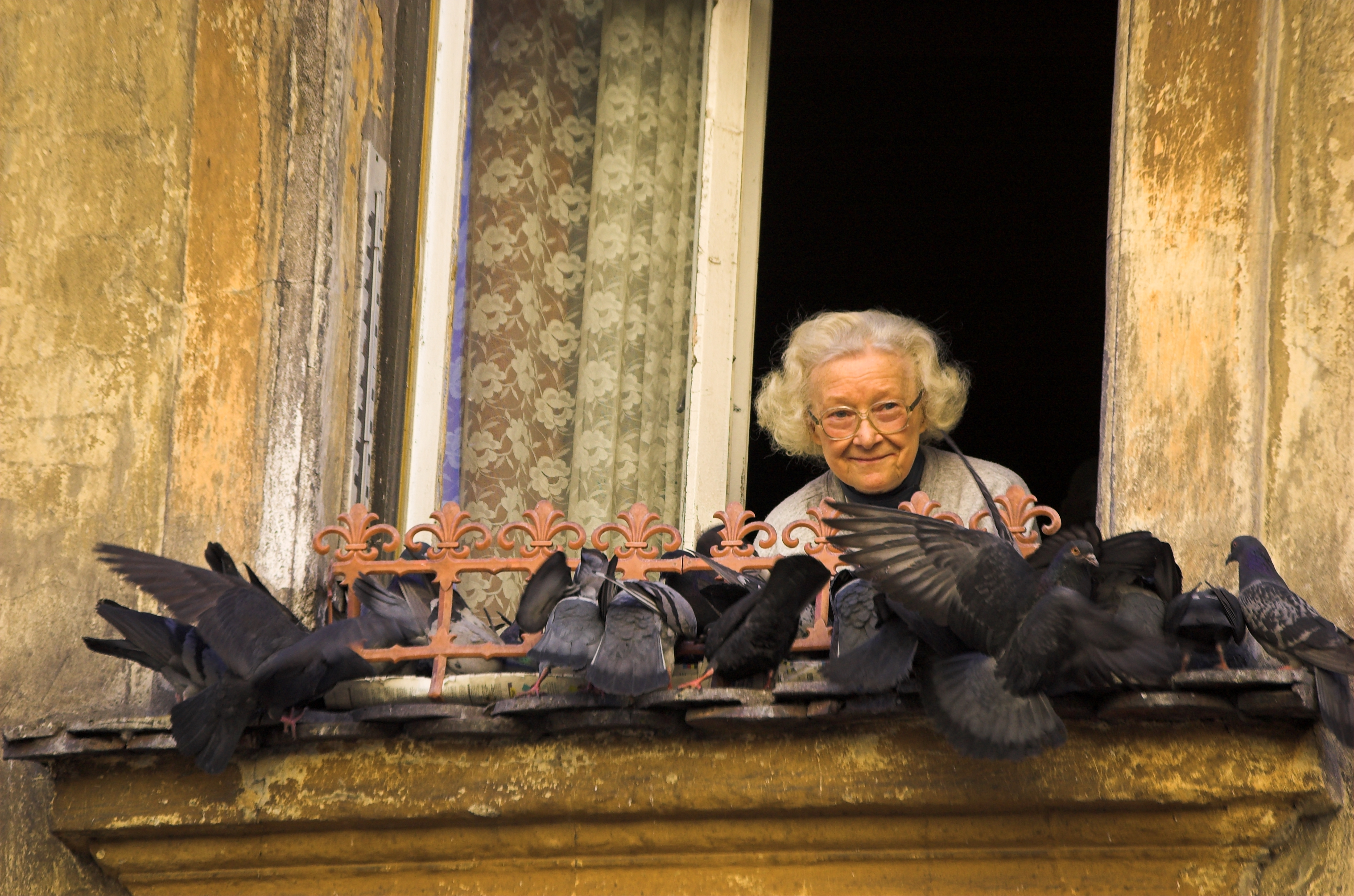
"Fernandito", sobre el robo a la casa de una anciana.

- Miguel (Manuel Wirzt): es un ladrón, roba preferentemente a los ancianos. A algunos los engaña y se hace pasar por vendedor, y se encarga de atarle las manos a todos y les deja el teléfono y un lápiz para que puedan llamar a sus familiares luego del robo. Cuando toca la puerta de la anciana ella lo confunde con su sobrino, almuerza allí. Cuando la anciana se va a la carnicería intenta robarle dinero, lo único que había entre las pertenencias del sobrino era ropa, no había dinero. La anciana le habla y le cuenta sobre su madre, su padre, su pasado y sobre quien fue "su" novia (Martita). Es atado una silla porque el señor recibe un llamado de su madre, fue robada. Cuando regresa a la casa lo confronta y se entera de que fue el quien le robo y se lo lleva de la casa.
- Amiga: el ladrón quiere que su amiga pueda robar con el. Ambos fueron en auto a robar a la casa de la anciana porque creían que "había cobrado la jubilación". La amiga resulta ser Martita la novia de Fernandito.
- Tía (Norma Pons): es una anciana que vive con su sobrino. Ella lo mantiene económicamente a su sobrino Fernandito pero el mismo se escapa porque tiene una deuda. Cuando llega un ladrón a robarle lo confunde con su sobrino.
- Fernandito (Alejandro Fiore): sobrino de una anciana, la misma vive con sola debido a que se fugó por una deuda que tenía. En la casa dejó algunas pertenencias, de las cuales pretende apropiarse el ladrón que ingresa a la casa y la tía lo confunde con su sobrino. El verdadero Fernandito estaba dentro de un armario, hasta que abandonó la casa el ladrón.
- Madre de Fernandito: falleció hace algunos años atrás.
- Padre de Fernandito: abandonó a su familia, Fernandito era un niño.
- Héctor: es el carnicero. Ayuda económicamente a la anciana cuando le pide dinero. Según la anciana "siempre estuvo enamorado" de la madre de Fernandito.
- Trabajador de Acuña: es el designado para buscar a Fernandito a la casa.
- Madre del trabajador: es una anciana. (al comienzo del capítulo se observa que ingresan a su casa) Ingresan a robarle y resulta ser Miguel.

Sexto Episodio: "Muñecas" (sobre muñecos de vudú y creación de ropas para las mismas) - 04/11/11.

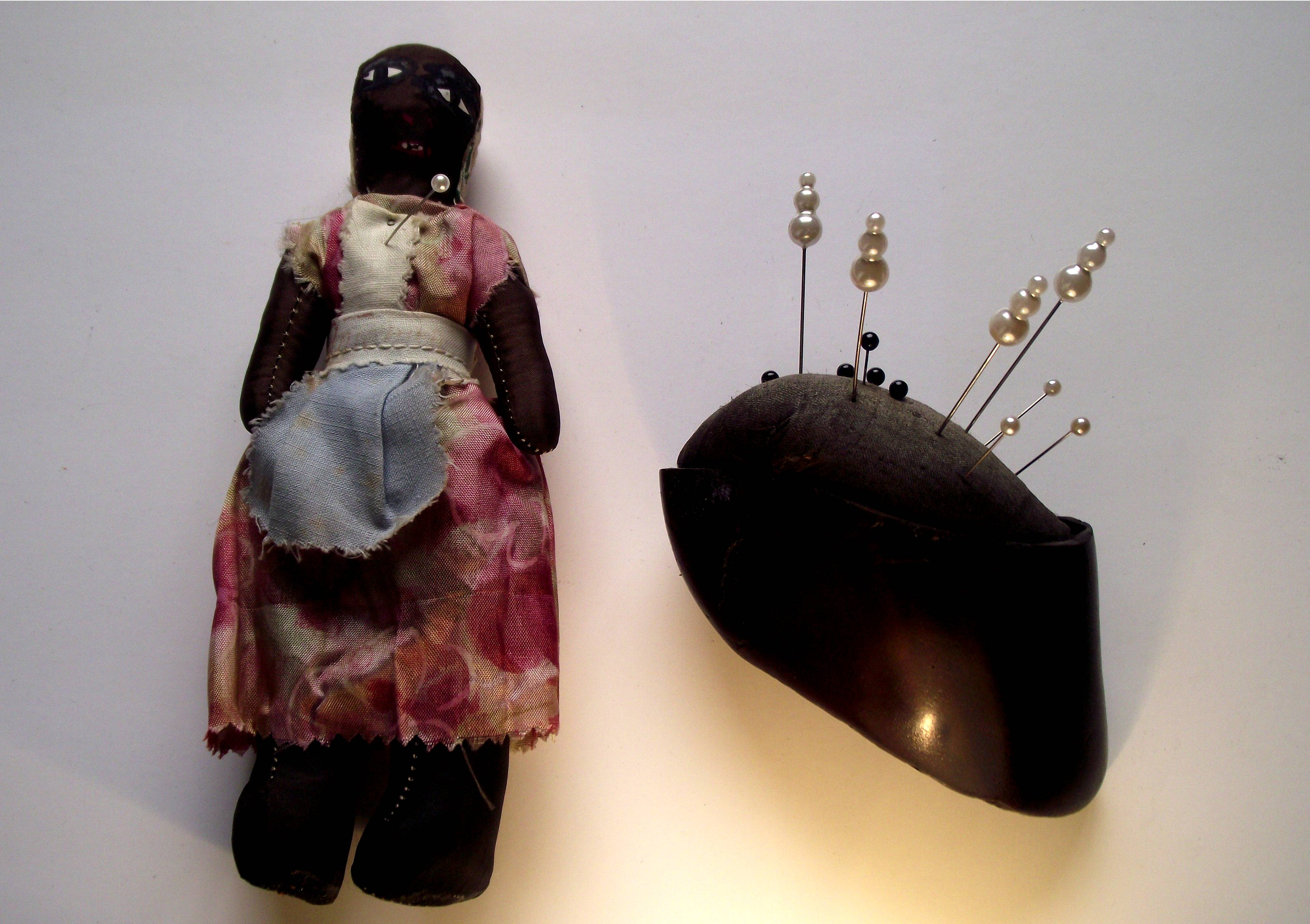
"Muñecas", sobre muñecos de vudú y creación de ropas para las mismas.

- Silvia (Luisina Brando): es la abuela de Rocío, dice que ella "tiene un don". Hace diseños para muñecas, los utiliza como muñecos de vudú. Siempre le recuerda a su nieta sus capacidades. Cuando Rocío era adolescente la visitaba regularmente, actualmente viven juntas en su casa.
- Rocío (Malena Solda): trabaja en la casa de moda de Fabián Rovira creando diseños, es amiga de Ana quien trabaja con ella. Es maltratada por sus jefe, Fabián, y su asistente Erica. Cuando era adolescente iba a la casa de su abuela a crear ropa para sus muñecas. Su abuela es cariñosa con ella y le recuerda sus cualidades.
- Ana (Miriam Lanzoni): es costurera trabaja con Fabián Rovira. Es amiga de Rocío, siempre la aconseja y contiene debido a los malos tratos que recibe de sus jefes.
- Erica (Anabel Cherubito): es asistente y diseñadora de Fabián Rovira. Ella está a cargo de los trabajadores entre ellos, Rocío y Ana. Ella tiene conocimiento de las capacidades de Ana y la maltrata y roba sus diseños y los presenta como propios en el programa de Alejandro Fantino.
- Fabián Rovira (Alejandro Fiore): es director creativo de moda famoso de Argentina y dueño de su propia casa de moda que lleva su nombre.
- Cameo (Alejandro Fantino): es un conductor argentino. Erica le presenta sus diseños para que el observe lo que saldrá al aire en su programa "MM". Graban su programa en la oficina de Fabián y le realiza una nota sobre su carrera, Erica presenta "sus" diseños, a la oficina llegan luego Ana y Rocío.

Séptimo Episodio: "La licitación" (robo de un pliego por parte de un empleado) - 11/11/11.

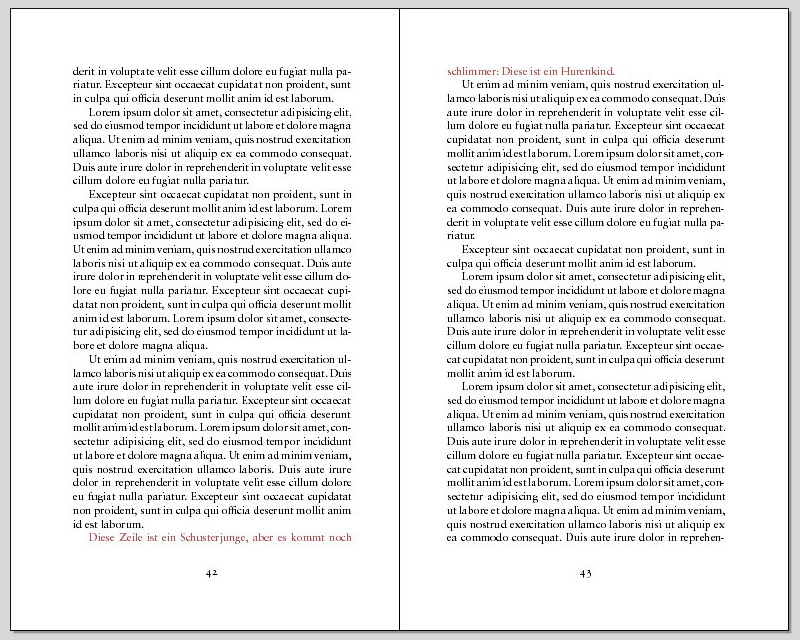
"La licitación", sobre el robo de un pliego por parte de un empleado.

- Jorge (Raúl Rizzo): es gerente de empresa dedicada al cáterin de grandes fábricas, está lista para presentar un pliego para mantener una licitación millonaria. Un día antes de la licitación y con todo preparado, el pliego desaparece, dejando a la empresa al borde de la quiebra. El documento en cuestión no puede volver a prepararse e indicaría el final de la empresa. Es así que un grupo de empleados, en un restaurante cerrado y vacío, será interrogado por el, comenzando por Martín y finalizando con Silvana Marina y Romina, para tratar de encontrar quién fue el culpable, descubriendo que ninguno es inocente.[13]
- Martín (Alejandro Fiore): es el dueño de la empresa.
- (Jorge Sassi)
- Marcelo (Pasta Dioguardi): es un hombre trabajador, él se define como el más trabajador, el que más trabaja dentro de la empresa. Está a cargo de su madre ya que su padre falleció, de acuerdo a lo que le dijo a su jefe.
- Silvana (Anabel Cherubito): trabaja en la empresa de cáterin de Martín. Su hermana fue pareja de Martín y ella está enamorada de él. Trabaja con su actual pareja, Marina.
- Marina: trabaja en la empresa. Es pareja de Martín.
- Romina: fue pareja de Martín. Está enemistada con Marina.

Octavo Episodio: "El paquete" (s/d) - 18/11/11.

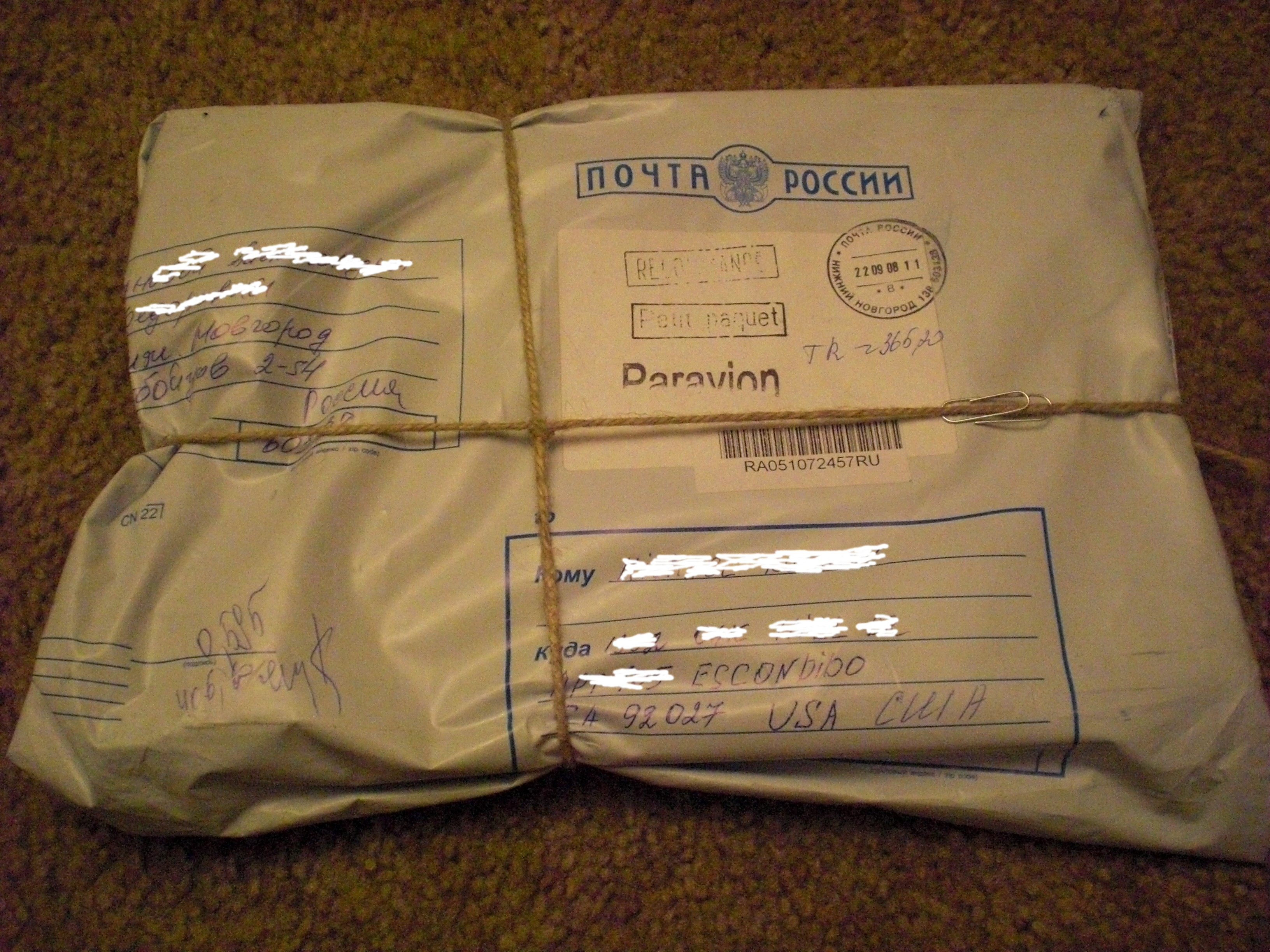
"El paquete", sobre el maltrato a un cartero.

- Roberto (Nicolás Scarpino): "Robertito", como lo llaman en el barrio, es un joven cartero que realiza trabajos generalmente en la misma zona.
- (Coco Sily): es un vecino violento.
- (Miriam Lanzoni): trabaja en un quiosco.
- (Toti Ciliberto)
- (Pasta Dioguardi)
- (Sergio Hourie)
- (Alejandro Fiore): es un cartero, trabaja en la misma empresa que Robertito. El lo reemplaza en su zona de trabajo por el conflicto, y maltratos, de un cliente.

Noveno Episodio: "Los ahogados" (fallecimiento de una mujer en una canoa) - 25/11/11.
- Antonio (Juan Palomino): es un hombre viudo, recientemente falleció su esposa, siguiendo sus recuerdos fallece ahogada en el río. Debido a la muerte de Rocío deja de trabajar y pide una licencia. Su hermano Carlos le aconseja hacer terapia para poder finalizar con el duelo. Tiene un perro llamado Rasti. Vive solo en una casa cerca de donde falleció recientemente su esposa Rocío, a pesar de los consejos de su hermano. Su madre falleció.
- Rocío (Anabel Cherubito): era la esposa de Antonio y su perro llamado 'Rasti'. Falleció en un accidente cuando estaban en un bote en el río cuando su esposo la invita a una "cita", siguiendo los recuerdos de Antonio. Ella tenía un trabajo estable. Vivía con Antonio en una casa cerca de donde falleció.
- Carlos (Alejandro Fiore): es el hermano de Antonio. Está en pareja con Sofía y tienen dos hijos. El visita a su hermano y un día le aconseja que visite a un psicólogo o hable con el Instituto de Psicología Integral, y le deja la tarjeta, por la pérdida de su esposa, antes de regresar a su trabajo. Abandona la casa y realiza un viaje a Rosario, pero le aconseja quedarse en su casa con su pareja Sofía.
- Sofía: es la pareja de Carlos, ambos tienen dos hijos.
- Vecina (Emilia Mazer): es una mujer rubia que vive al lado de la casa de Antonio y habla regularmente con el. Ella le acerca un sobre, intuye que es del seguro de la mujer.

Décimo Episodio: "El reloj" (s/d) - 02/12/11.
- (Arturo Bonín)
- (Gustavo Garzón)
- (Esteban Lamarque)
- (Alejandro Fiore)
- (Anabel Cherubito)

Undécimo Episodio: "Cuadro de familia" (s/d) - 09/12/11.
- (Jorge Sassi)
- (Emilia Mazer)
- (Anabel Cherubito)
- (Alejandro Fiore)
- (Delfina Oyuela)
- (Agustina Posse)

Duodécimo Episodio: "Las Pastillas del Abuelo" (s/d) - 16/12/11.
- (Javier De Nevares)
- (Julio López)
- (Anabel Cherubito)
- (Alejandro Fiore)
- (Julieta Nair Calvo)
- (Marta Guitart)

Decimotercer Episodio: "En la ruta" (s/d) - 23/12/11.
- (Alejandro Fiore)
- (Anabel Cherubito)
- (Jorge D'Elía)
- (Irene Goldszer)

## Episodios
| Temporada | Temporada | Episodios | Emisión original         | Emisión original        |
| Temporada | Temporada | Episodios | Primera emisión          | Última emisión          |
| --------- | --------- | --------- | ------------------------ | ----------------------- |
|           | 1         | 13        | 29 de septiembre de 2011 | 23 de diciembre de 2011 |

| # | Título                      | Fecha de emisión         | Rating |
| --- | --------------------------- | ------------------------ | ------ |
| 1 | «El último»                 | 29 de septiembre de 2011 | 3.5    |
| Narra la historia de un soldado que se quedó en Malvinas al finalizar la guerra, a la espera de que el Sargento Mercier le de la orden de abandonar la posición. El soldado Rodríguez se encuentra en el pozo zorro de la Isla Soledad hace casi 30 años, a la espera de la contra orden. Tras el pedido de su hermana, el ya retirado Mercier vuelve a la posición para ayudar a Germán y debe quedarse allí. Días después es llevado a Buenos Aires y aislado en un psiquátrico junto a Mercier para poder reintegrarse a la sociedad, pero ahora Mercier también cae en una neurosis de guerra (como muchos otros soldados que participaron en la Guerra de Malvinas, tal como se destacó al final del episodio). |                             |                          |        |
| 2 | «Carnada»                   | 6 de octubre de 2011     | 2.7    |
| Al comienzo se observan unos adolescentes. Luego, un ladrón entra a robar a una casa, en la misma se encuentran Angi y Franco, sus víctimas. Ellos terminan secuestrando a Alejandro, lo envenenan (cuando toma vino), le cambian la ropa y lo obligan a matar a su jefe, Diego. Si no lo mata no le dan el antídoto para no morir, luego Franco le muestra a "Matute" ya muerto en su casa. Antes de la cena mata a Diego. Sin embargo no murió, era un plan que ellos tenían. Cuando despierta Alex no hay nadie en la casa, solo un cartel para alquilarla, y Matute está vivo. Los ladrones se escapan de allí. Los niños del comienzo eran Angi, Franco y Diego en donde se los ve torturar a un animal. |                             |                          |        |
| 3 | «Hoy por mí, mañana por mí» | 13 de octubre de 2011    | 3.4    |
| Horacio recibe un mensaje para trabajar como albañil. Intenta arreglar una pared con humedad y cae de la escalera. Los dueños lo creen muerto. Su primo, quien recibió un mensaje diciendo que se encontraría en la casa, lo busca. Cuando llega pide entrar o realizaría una denuncia, recorre la casa y esconden el cadáver. Ya de noche deciden deshacerse de él y son detenidos por un policía, es sometido a un test de alcoholemia y la mujer les dice que van a una fiesta, el policía revisa el auto y el albañil abre los ojos, los otros no lo saben. Regresan a buscar el celular y un objeto para 'desfigurarlo'; borran sus mensajes. Intentan golpearlo pero él se mueve y se desmayan. Se invierten los roles, el los sube al auto. El policía lo reconoce y le hace un test que logra pasar, le pide ayuda y los llevan a un hospital y los atiende una médica. Afirma que no se iría hasta no ver mejoras y el policía le pide que trabaje como albañil para él. La médica le dice que si no fuera por la mujer no hubiese sobrevivido debido a una coagulación. Es tratado como un héroe frente a la pareja y él dice "ellos hubiesen hecho lo mismo por mí" (sin saber la verdad). |                             |                          |        |
| 4 | «Los amigos del campeón»    | 20 de octubre de 2011    | 2.8    |
| "Un boxeador retirado, Oscar vive recordando la gloria del pasado. Después de haber sido campeón y haber disfrutado los grandes placeres de la vida, hoy lleva una existencia humilde y dura. Murua le presenta la chance de subirse nuevamente a un ring y volver a pelear, a pesar de ser advertido por su amigo Héctor. En ese momento, desfilarán ante sus ojos viejas figuras del pasado: promotores, prestamistas y un viejo amor, que volverán a rodearlo solo para tratar de sacarle lo que va a ganar. Pero cuando el campeón caiga en el ring de forma definitiva y tenga que afrontar un destino mucho más duro que los golpes, el entorno habrá desparecido nuevamente." |                             |                          |        |
| 5 | «Fernandito»                | 27 de octubre de 2011    | 3.1    |
| Miguel roba a ancianos, un día entra a la casa de una señora y la misma lo confunde con su sobrino que se fue por una deuda. La anciana lo invita y el joven se queda a almorzar y la anciana le pide dinero a Héctor, el carnicero, y el busca entre sus pertenencias. Cuando vuelve le cuenta al ladrón que ahora saben que podría estar en su casa. Un trabajador de Acuña lo busca; Miguel le cuenta que no es Fernandito, el lo ata porque recibió un llamado de su madre. Cuando va a la casa descubre que entraron a robar, fue Miguel. Miguel le cuenta su metodología de robo y el señor compara y saca como conclusión que fue el. Lo lleva fuera de la casa. La anciana abre un armario en donde estaba Fernando y luego se encuentran con Martita, la "amiga" del ladrón. |                             |                          |        |
| 6 | «Muñecas»                   | 4 de noviembre de 2011   | 2.1    |
| Erica le pide a Rocío sus diseños para mostrárselos a Fabián. Los rechaza porque no "le gustan", pero cuando se va Ro los recoge del cesto de basura y dice que son "muy buenos". Ella resignada se va a la casa de Silvia quien le pide que vuelva y le da un cuaderno de diseños de cuando era niña. "Ro" debe presentar los bocetos al otro día, se va y se olvida el cuaderno y Erica presenta sus diseños a Alejandro Fantino como propios. Ana le da una muñeca que Silvia le había dado para ella. Erica reprende a Rocío y se saca su pañuelo y se lo olvida. Ana se lo coloca al muñeco y Ro se lo lleva en su cartera. Erica es golpeada por un desconocido y el jefe recibe un telegrama de renuncia, le ofrece el puesto a Rocío. Ana le dice "debemos sacarlo del medio como hicimos con Érica", Rocio no sabe de que habla y recuerda a Erica. Fabián es entrevistado por Fantino y dice que los diseños son de él, Rocío renuncia por lo que hace. Cuando se retira del trabajo el recibe un golpe. La abuela, cuando se ven, le dice que no la molestarán más y que siempre contó con la ayuda de Ana, quien se encuentra allí, ella no entiende y le dice que a ellos siempre le gustaron sus diseños; abre la puerta y se encuentra con Fabián y Erica que están vestidos con sus diseños, muertos. Rocío se va de la casa. |                             |                          |        |
| 7 | «La licitación»             | 11 de noviembre de 2011  | 2.4    |
| Jorge descubre que le falta el pliego que iba a presentar al otro día. Se encarga de interrogar a sus empleados, Marcelo le dice que no fue el, le pide que le crea mientras llora; rápidamente hace pasa a Romina y luego a Marina, ambas acusan a Silvina y ella a sus compañeras. Alberto tiene los pliegos y le pide $60.000, Silvana retira un sobre en un cesto de basura de la vía pública. Silvana, ahora gerente, y Jorge se convierten en socios de Martín. Marcelo filmaba con su celular a Jorge mientras robaba el pliego, el amenaza con matarlo, pero él tenía unna copia y le pide el dinero. Marcelo les hacía creer que no tenía padre, él fue estafado por su jefe, Marcelo decidió entrar a la empresa para vengarse. Ahora padre e hijo paragaran su propia licitación. |                             |                          |        |
| 8 | «El paquete»                | 18 de noviembre de 2011  | 2.1    |
| 9 | «Los ahogados»              | 25 de noviembre de 2011  | 1.4    |
| Antonio buscando a su perro, encuentra la remera que tenía su esposa cuando falleció. Al día siguiente mientras se afeita escucha a su perro ladrar y las canillas se abren. Luego su hermano ingresa a la casa, hablan y le deja una tarjeta de un psicólogo. Al otro día, cuando se despierta, no encuentra a su perro; una vecina se acerca para entregarle un sobre e intuye que es por el seguro de su esposa, cuando entra a la casa descubre que había una bolsa con agua y continua oyendo los ladridos del perro. Cuando encuentra una caja de música de Rocío ve su anillo de bodas y lo coloca en su mano junto al suyo, cuando la abre encuentra, además, agua. Decide deshacerse de esas objetos y los arroja al agua pero una mano le toma el pie y ve a su mujer. El perro lo ataca cuando ingresa a su casa. Cuando va al baño descubre que no hay agua y que detrás de la cortina hay una bata colgada, se va y aparecen pisadas. Dispara, con su arma, hacia una puerta y comienza a salir sangre, al abrirla encuentra una remera de Rocío. Llama a su hermano para decirle que lo busque pero ya se encontraba en Rosario y le dice que Rasti se había escapado cuando murió la mujer. Llama al instituto y la música de espera es la de la caja de música y la mujer le dice ques normal sentirse como él se siente teniendo en cuenta "que la mujer se había ahogado" y le recomendaba bañarse con agua caliente. Cuando sale del baño ve que no estaba la remera. Finalmente recuerda que el le arrojó el celular a la bañera mientras se bañaba, el la insultaba porque creía que mantenía una relación con un compañero de trabajo llamado Juan y luego la ahoga. llama nuevamente y se percata de la frase, que se había ahogado la mujer, teniendo en cuenta que el no le había contado sobre eso, y le habla Rocío diciendo que el teléfono estaba desconectado, aparece con su caja de música, él se dispara en la boca y cae muerto al agua. Finalmente Carlos llega a la casa con una pareja para alquilarla y le dice que su hermano se fue con su esposa de viaje. |                             |                          |        |
| 10 | «El reloj»                  | 2 de diciembre de 2011   | —      |
| 11 | «Cuadro de familia»         | 9 de diciembre de 2011   | —      |
| 12 | «s/d»                       | 16 de diciembre de 2011  | —      |
| 13 | «s/d»                       | 23 de diciembre de 2011  | —      |